# Anton Abele

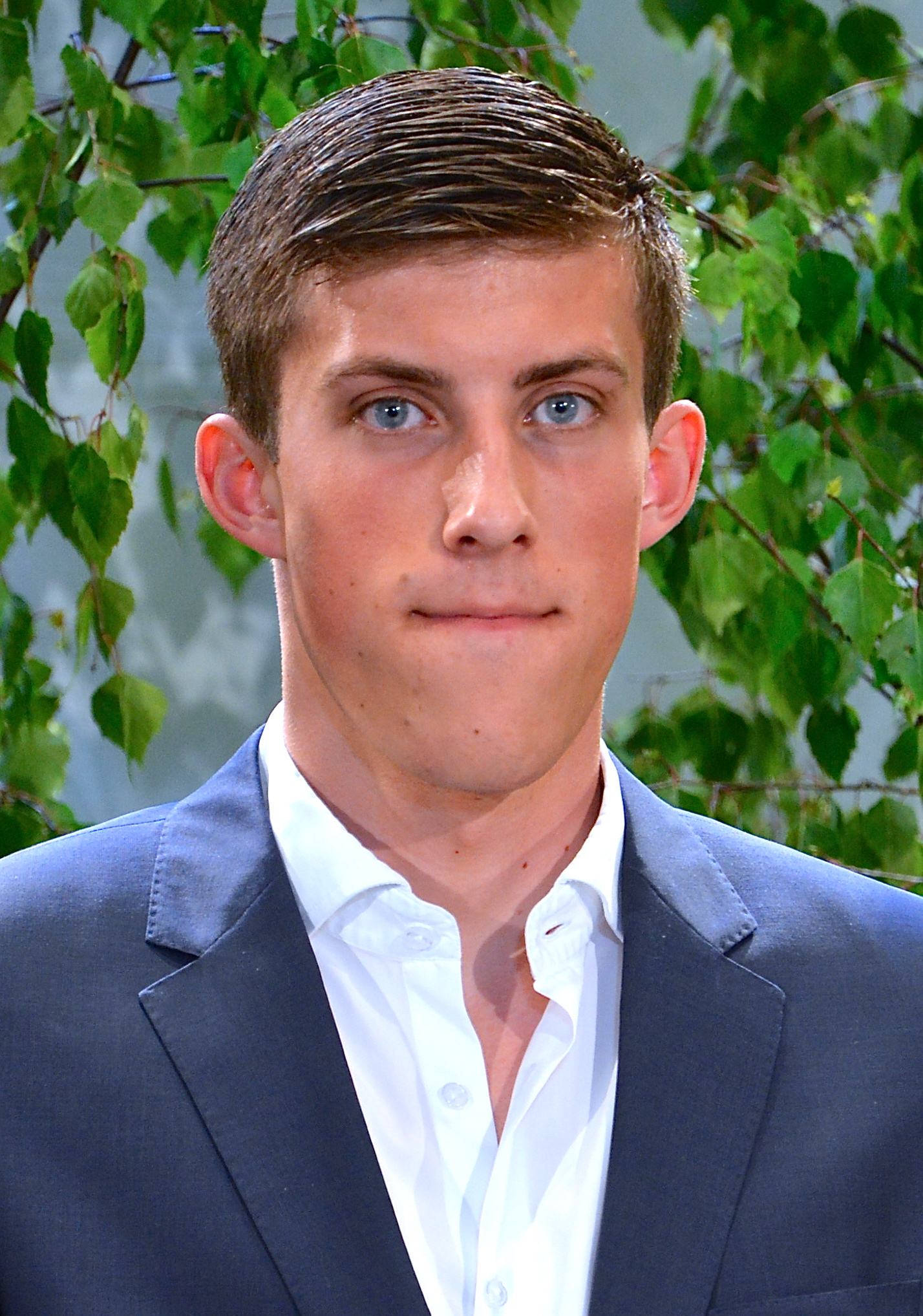
Anton Abele (2013)

Anton Abele (ur. 10 stycznia 1992 w Sztokholmie) – szwedzki polityk, działacz społeczny. W październiku 2010 wybrany na członka Parlamentu Szwecji. Wybrany w wieku lat 18 stał się najmłodszym parlamentarzystą w historii Szwecji i jednym z najmłodszych członków władzy ustawodawczej w nowożytnej historii.
Podczas gali MTV EMA w Monachium otrzymał nagrodę Free Your Mind (Otwórz Swój Umysł). Nagroda była uhonorowaniem jego działań ws. śmierci Riccardo Campogiani’ego i powstrzymania przemocy wśród młodych Szwedów.